# Le Rêve de l'okapi
Pour les articles homonymes, voir Okapi.
Pour plus de détails, voir Fiche technique et Distribution.
Le Rêve de l'okapi (Was man von hier aus sehen kann) est un  long métrage allemand écrit et réalisé par Aron Lehmann (de) et sorti en 2022. Les acteurs principaux sont Luna Wedler, Corinna Harfouch et Karl Markovics.
Le scénario est basé sur le roman du même nom de Mariana Leky (de) (2017).
Le film est sorti dans les salles allemandes et autrichiennes le 29 décembre 2022,,. La première a eu lieu le 12 décembre 2022 au cinéma Arri de Munich. En juin 2023, la production est sortie sur disque Blu-ray. Le film a été projeté pour la première fois sur Sky Cinema le 11 novembre 2023.

## Résumé
Luise, 22 ans, vit avec sa grand-mère Selma dans un village du Westerwald. Sa grand-mère a le don de prévoir la mort car chaque fois qu'elle rêve d'un okapi, quelqu'un dans la ville meurt peu de temps après. Cependant, on ne sait pas de qui il s'agit, donc après l'annonce, tout le monde a peur et ose faire des actions qu'ils n'auraient pas faites autrement ou avouer des secrets.
L'opticien est secrètement amoureux de Selma ; il est tourmenté par des voix intérieures qui commentent de manière moqueuse ses pensées et ses actes. Astrid, la mère de Luise, a un magasin de fleurs et une relation avec le propriétaire du glacier. Et Luise, qui se souvient de nombreuses expériences avec son amie d'enfance, a peur de nouveaux événements tragiques depuis un traumatisme d'enfance. Parce que chaque fois qu'elle dit quelque chose dont elle n'est pas convaincue, quelque chose se passe quelque part,,.

## Fiche technique
- Titre original : Was man von hier aus sehen kann
- Titre français : Le Rêve de l'okapi
- Réalisation : Aron Lehmann (de)
- Scénario : Aron Lehmann, adapté d'un roman de Mariana Leky (de)
- Photographie : Christian Rein
- Montage : Ana de Mier y Ortuño (de)
- Musique : Boris Bojadzhiev (de)
- Costumes : Nicole Pleuler
- Production :
- Sociétés de production :
- Pays de production : Allemagne
- Langue originale : allemand
- Format : couleur
- Genre :
- Durée : 109 minutes
- Dates de sortie[10] :
  - Allemagne : 29 décembre 2022

## Distribution
- Luna Wedler : Luise
- Corinna Harfouch : Selma
- Ava Petsch : Luise (jeune)
- Cosmo Taut : Martin
- Peter Schneider (de) : Werner Palm
- Rosalie Thomass : Marlies
- Hansi Jochmann (de) : Elsbeth
- Johannes Allmayer (de) : Peter
- Katja Studt (de) : Astrid
- Jasin Challah (de) : Alberto
- Karl Markovics : l'opticien
- Benjamin Radjaipour (de) : Frederik
- Thorsten Merten (de) : Herr Rödder
- Isabell Pannagl (de) : Elsbeth (jeune)
- Golo Euler (de) : Heinrich (non crédité)

## Production et contexte
Le tournage s'est déroulé sur près de 40 jours de septembre à novembre 2021 et a été tourné en Bavière et en Hesse,. Les lieux de tournage comprennent la Marktstrasse à Ulrichstein,, la gare de Bad Nauheim Nord et Munich. L'entrée de la librairie du film était à l'origine un garage.
Le film a été produit par la société allemande Claussen + Putz Filmproduktion GmbH des producteurs Uli Putz et Jakob Claussen, et ARD Degeto a été impliqué. Studiocanal GmbH a repris les ventes,. Le film a reçu le soutien du Fonds allemand pour le cinéma, du Filmförderanstalt, du Film FernsehenFonds Bayern et de HessenFilm und Medien.
Le directeur de la photographie est Christian Rein, le montage est effectué par Ana de Mier y Ortuño et le casting est de Daniela Tolkien et Franziska Schlattner. La conception des costumes est de Nicole Pleuler, la conception de la production d'Eva Stiebler, le son de Petra Gregorzewski et le maquillage est réalisé par Tatjana Krauskopf et Kerstin Wieseler. Nils Engler est responsable des effets visuels,.

## Réception
Peter Gutting a décrit le film sur kino-zeit.de comme une « comédie anarchique de bien-être » et a déclaré que le décor féerique rappelait Le Fabuleux Destin d'Amélie Poulain. Mais chaque fois que cela devient trop émouvant, la comédie du danger kitsch entre en scène avec des idées étranges et des gags courants. Michael Meyns a déclaré sur Filmstarts.de que « la réponse allemande à Amélie » a dû longtemps faire face à la comparaison avec le grand modèle et n'a trouvé ses propres qualités que dans le dernier tiers.
La rédaction de Cinema.de a attribué au film cinq points sur cinq. L'adaptation du roman, parfaitement interprétée, est bizarre, attachante et constitue un véritable coup de chance.
Ulrich Sonnenschein lui a attribué quatre étoiles sur cinq sur epd-film.de, affirmant que Lehmann avait rendu encore plus perspicace ce roman déjà plutôt étrange et avait trouvé de merveilleuses images pour les idées linguistiques. Ce faisant, il réussit à créer un nouveau genre, ou du moins une variante de la comédie, ce qui est très rare dans ce pays.
Récompensé par la note « particulièrement précieuse » du German Film and Media Rating. Dans son rapport, le jury souligne que les lecteurs du roman à succès peuvent s'attendre à une adaptation cinématographique réussie. « C'est un monde magique dans lequel la richesse d'histoires le public aime se plonger. La conception soignée du film, l'excellent travail de la caméra combiné à la conception précise de l'éclairage et des couleurs et, finalement, l'orchestration très harmonieuse méritent des éloges », explique le jury.

## Prix et nominations
- Prix du cinéma allemand 2023 : nomination dans la catégorie Meilleur second rôle masculin pour Karl Markovics[19]
- Le film a été présenté parmi les douze candidats allemands aux Oscars 2024 dans la catégorie meilleur long métrage international[20],[21].
- Prix du cinéma Günter Rohrbach 2023 : liste restreinte[22]
- Hessischer Film- und Kinopreis (de) 2023 :  
  - Nomination dans la catégorie long métrage[23]
  - Récompensé par le Prix d'ensemble[24]